# 拉库蒂尔
拉库蒂尔（法語：La Couture，法語發音：[la kutyʁ]）是法国上法蘭西大區加来海峡省的一个市镇，属于贝蒂讷区。

## 地理
拉库蒂尔（50°34'53"N, 2°42'43"E）面积13.52 平方千米，位于法国上法蘭西大區加来海峡省，该省份为法国北部沿海省份，西北濒北海，南至索姆省，东临北部省。
与拉库蒂尔接壤的市镇（或旧市镇、城区）包括：伯夫里、费斯蒂贝尔、莱特雷姆、洛孔、里什堡、维埃耶沙佩勒。
拉库蒂尔的时区为UTC+01:00、UTC+02:00（夏令时）。

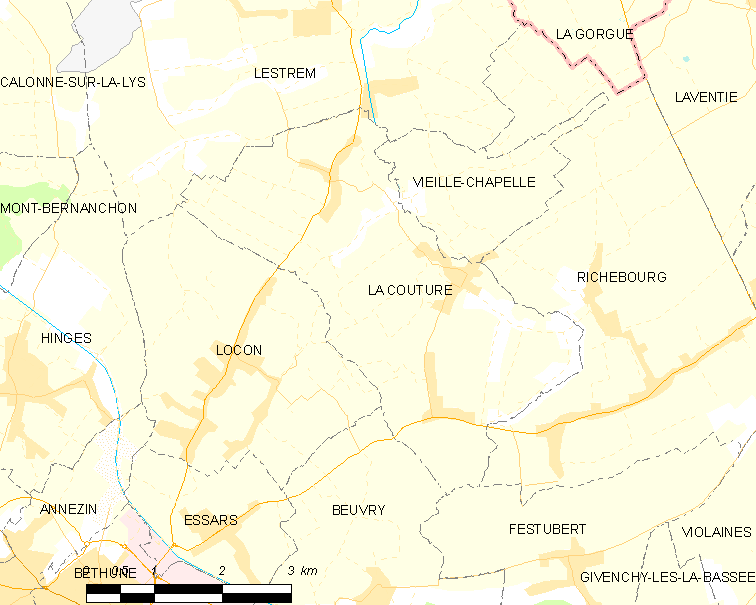
拉库蒂尔的OSM定位图

## 行政
拉库蒂尔的邮政编码为62136，INSEE市镇编码为62252。

## 政治
拉库蒂尔所属的省级选区为伯夫里县。

## 人口

1962-2008年间拉库蒂尔人口变化图示

拉库蒂尔于2022年1月1日时的人口数量为2608人。